# Universidade Moderna
A Universidade Moderna de Lisboa (UML) e a Universidade Moderna do Porto (UMP) foram duas universidades privadas portuguesas que existiram entre 1994 e 2008.

## Reconhecimento oficial
A Universidade Moderna de Lisboa e a Universidade Moderna do Porto foram reconhecidas pelo Decreto-Lei n.º 313/94, de 23 de Dezembro, tendo como entidade instituidora a cooperativa DINENSINO, Ensino, Desenvolvimento e Cooperação, C. R. L.

## Beja e Setúbal
A DINENSINO tinha igualmente sido autorizada a desenvolver actividades de ensino superior em Beja e Setúbal.

## Transmissão
Em 2005, a Universidade Moderna do Porto foi transmitida à COFAC, cooperativa titular da Universidade Lusófona de Humanidades e Tecnologias, e redenominada Universidade Lusófona do Porto.

## Encerramento
A Universidade Moderna de Lisboa, bem como as actividades de ensino superior que a DINENSINO desenvolvia em Beja e em Setúbal, foram encerradas compulsivamente pelo Governo, através do Despacho n.º 25 846/2008, de 15 de Outubro, por falta de viabilidade económico-financeira. Nas antigas instalações da Universidade Moderna do Porto, encontra-se agora a Universidade Lusófona do Porto, fundada em 2005.